# Рудак Данило Дмитрович
Данило Дмитрович Рудак (псевдо.: «Чорний»; нар. 1916, с. Назавизів, нині Надвірнянський район, Івано-Франківська область — пом. 16 серпня 1948, с. Остриня, нині Тлумацький район, Івано-Франківська область) — український військовик, сотник УПА, лицар Бронзового хреста бойової заслуги УПА та Срібного хреста бойової заслуги УПА 2 класу.

## Життєпис
Данило Рудак народився у селі Назавизів, нині Надвірнянський район, Івано-Франківська область, у сім'ї Данила (1868—1939) та Марії Рудак (1867—1953). Був третьою дитиною у сім'ї, мав старшого брата Михайла (1911—1945) та двох сестрер — Євдокию (1910—1968) та Параску (1924—2003). Старший брат Михайло був членом ОУНР, загинув у 1945 році в УПА під час бою з нквдистами.
Освіта — незакінчена середня. Закінчив механічні курси, професійний водій. Активний член товариства «Просвіта» в селі. Пройшов строкову службу у Польській армії (1938—1939), де отримав звання підстаршини. Член ОУН із 1939 року.
Учасник німецько-польської війни, під час якої потрапив у німецький полон. У 1939—1941 роках перебував за кордоном. Вояк легіону ДУН (04.-10.1941), а відтак 201-го батальйону охоронної поліції «Шуцманшафт» (10.1941-12.1942).
За дорученням ОУНР працює перекладачем української допомогової поліції в Станіславові (1943), де отримав офіцерське звання. Навесні 1944 року разом з іншими поліціянтами переходить в УПА. В УНС з 1943 р. Командир рою розвідників, бунчужний сотні, а відтак — чотовий сотні УПА «Дружинники» куреня «Скажені» (весна-літо 1944). Командир сотні «Дружинники 2» («Звірі»; осінь 1944 — 04.1945), командир куреня «Смертоносці» ТВ-22 «Чорний ліс» (04.1945 — осінь 1947). Організаційний референт Тлумацького надрайонного проводу ОУН (осінь 1947 — 08.1948).
Данило Рудак загинув 16 серпня 1948 року, натрапивши на засідку чекістсько-військової групи.

## Нагороди
- Згідно з Наказом Крайового військового штабу УПА-Захід ч. 18 від 1.03.1946 р. хорунжий УПА, командир куреня «Смертоносці» Данило Рудак — «Чорний» нагороджений Бронзовим хрестом бойової заслуги УПА[1].
- Згідно з Наказом Крайового військового штабу УПА-Захід ч. 20 від 15.08.1946 р. сотник УПА, командир куреня УПА «Смертоносці» Данило Рудак — «Чорний» нагороджений Срібним хрестом бойової заслуги УПА 2 класу[2].

## Звання
- Старший булавний — листопад 1944 року;
- Хорунжий — 31 серпня 1945 року[3];
- Сотник — 22 січня 1946 року[2].

## Вшанування пам'яті
- 21.11.2017 р. від імені Координаційної ради з вшанування пам'яті нагороджених Лицарів ОУН і УПА у с. Зелена Надвірнянського р-ну Івано-Франківської обл. Бронзовий хрест бойової заслуги УПА (№ 031) та Срібний хрест бойової заслуги УПА 2 класу (№ 008) передані Парасковії Срібній, племінниці Данила Рудака — «Чорного»[4].